# Action air

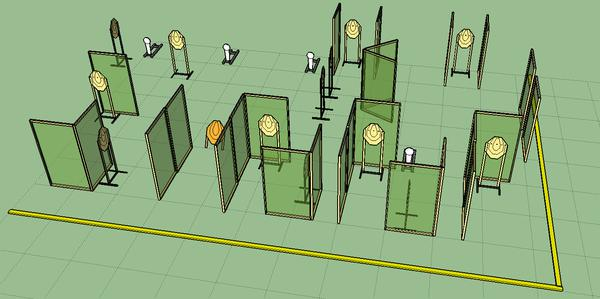
Voorbeeld Long Stage 32rounds minimum

IAPS is een vorm van parcours

## Spelomschrijving
Bij deze dynamische tak van schietsport wordt gebruikgemaakt van handvuurwapenreplica's die plastic of biologisch afbreekbare 6mm-balletjes, ook wel BB's genoemd, verschieten door middel van gasdruk. Op een parcours (stage) staan verschillende doelen al dan niet verstopt opgesteld en dienen in een zo kort mogelijke tijd te worden geraakt. De behaalde punten worden berekend met de gebruikte tijd en hieruit komt een "hitfactor". De speler met de hoogste score wint.

## Veiligheid
Regels met betrekking tot de veiligheid en uitvoering van het spel staan in International Airsoft Practical Shooting rulebook (IAPS) van de Nederlandse Airsoft Belangen Vereniging (NABV).
Omdat de replica's uiterlijk niet van echt te onderscheiden zijn vallen deze in Nederland onder de Wet wapens en munitie. Dat wil zeggen dat als iemand deze sport in Nederland wil beoefenen, hij de minimale leeftijd van 18 jaar moet hebben en in het bezit moet zijn van een geldig lidmaatschap van de NABV.